# ماريولوجيا

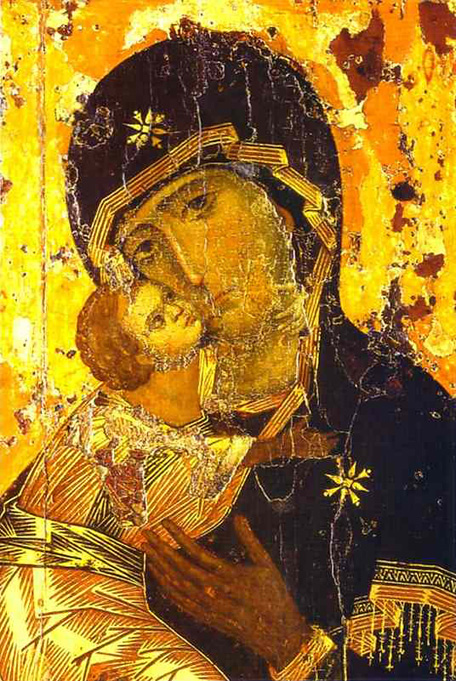
أيقونة ثيوتوكس فلاديمير الروسيّة، وتظهر العذراء مع الطفل يسوع.

ماريولوجيا أو العلوم المريميّة، هي مجمل الدراسات اللاهوتيّة حول مريم العذراء، أم يسوع المسيح؛ ويعرض بشكل منهجي التعاليم الخاصة بها وعلاقتها بالأجزاء الأخرى الخاصة بالإيمان، مثل التعاليم المتعلقة بالخلاص، وترتبط هذه الدراسات بشكل رئيسي بالكتاب المقدس وآباء الكنيسة ومجمل التعاليم الكنسيّة في مريم.
توجد مجموعة متنوعة من وجهات النظر المسيحية حول مريم بدءًا من التركيز على دورها وتكريمها وتبجيلها في الكنيسة الكاثوليكية والكنائس الأرثوذكسية، في حين يقدّم البروتستانت مجموعة من الاعتراضات، مع اللاهوت. خلال القرون الثلاث الأخيرة، زاد الاهتمام بشكل كبير في العلوم المريمية وأنشأت مجموعة من الجامعات والمعاهد المتخصصة بهذا الفرع من علم اللاهوت.

## وصلات خارجية
- القديسة مريم العذراء والدة المسيح - الأنبا تكلا.